# 半野喜弘
半野 喜弘（はんの よしひろ、1968年1月22日 - ）は、日本のエレクトロニカミュージシャン、歌手、作曲家、編曲家、映画監督。
1992年にヒップホップユニットNews From Street Connectionを結成。1998年にソロデビュー。プログレッシブ・フォーム所属。オプ・ディスク主催。

## 略歴
パリを拠点に映画音楽からオーケストラ作品、エレクトロニクスミュージックなど、世界中で活動する音楽家、アーティスト。『フラワーズ・オブ・シャンハイ』で、フランスをはじめとする海外メディアから『新たな映画音楽作家の発見』と評価を受け、現在に至るまでジャ・ジャンクー、ユー・リクワイなど、監督達との共同作業を行っている。
2007年にスイスにて初のオーケストラ曲<Wake(2007)>を作曲／初演、2011年には自身で監督／脚本を手掛け、柿本ケンサクと共同制作した映画『アグリー』（窪塚洋介主演）が公開される。
現在は2012年に製作されるジャ・ジャンクー監督『在清朝』の音楽製作に向けて準備中。
また、半野喜弘名義での創作以外にも、自身のダンスミュージックにフォーカスしたプロジェクトであるRADIQ名義の活動として、田中フミヤと主催するレーベルop.discをベースに、philpot, musiqe risquee,quintessential, robsoul等からも作品をリリース。更に田中フミヤとのテクノ・ユニットDartriixや、UA、持田香織、大橋トリオのプロデュースなどの活動を行っている。
I WANT YOU 代表　op.disc, Cirque/Cirque.Mavo 主宰

## ディスコグラフィ

### アルバム
1. News from Street Connection / Life of a Little Island
2. News from Street Connection / A Secret Garden
3. News from Street Connection / Jellyfish Moon
4. Multiphonic Ensemble / King of May
5. LIQUID GLASS（1998年1月21日）トイズファクトリー
6. PORTRAIT OF A POET(詩人の肖像)（1998年4月22日）トイズファクトリー
7. Flowers of Shanghai original soundtrack
8. Multiphonic Ensemble / CIRQUE
9. 永遠の仔 original soundtrack
10. PLATFORM original soundtrack
11. Lido（2003年10月22日）ソニー・ミュージックジャパンインターナショナル
12. RADIQ / GRAFFITI & RUDE BOY 67'
13. Fumiya Tanaka & RADIQ / Fumiya Tanaka & RADIQ
14. Angelus（2005年5月25日）東芝EMI
  1. Angelus
  2. 甘い奇跡 feat. 坂本美雨
  3. 夢の匂い feat. ハナレグミ
  4. 相対性ロケット feat. 原田郁子 of クラムボン
  5. 5つの告白と2つの嘘
  6. サヨナラ、はらいそ feat. 細野晴臣
  7. 蒼い月 feat. 原田郁子 of クラムボン
  8. ナイフ feat. 中納良恵 of EGO-WRAPPIN'
  9. ふたりのこと feat. AH
  10. スクラップ Part1&2 feat. 湯川潮音
15. RADIQ / Quadrill
16. Yuki KAWAMURA (visual) Yoshihiro HANNO (music) / SLIDE
17. RADIQ / Tomorrow's Quest
18. V.A / hub
19. Unknown Millennium Mambo&All Tomorrow's Parties（2006年11月18日）
20. RADIQ / The Grass Roots ep feat Paul St. Hilaire
21. RADIQ / Suicide
22. RADIQ / Rip,Rig&Paniq
23. RADIQ / Ballads for The Atomic Age
24. re-platform
25. 24 City & Plastic City O.S.T
26. RADIQ / People
27. RADIQ septet / PANIC IN A SPACESHIP
28. RADIQ / Mo'Roots ep
29. RADIQ / A Man On The Corner ep
30. RADIQ septet / HEAVY RADIQ
31. Beautiful Crazy O.S.T
32. ACACIA O.S.T
33. RADIQ / Escape From The Bullet ep
34. RADIQ / A Man On The Corner ep

### シングル
1. april（2000年）
2. april REMIXIES（2001年）
3. esquisse 1996（2002年）
4. sulpice（2002年）
5. 9 modules.+（2002年）
6. ES:（2003年）

### 参加作品
1. ハジ performed by 古川展生「Hagi plays J.S BACH inspired by BLOOD+」（2006年2月15日）
7.プレリュード リミックス[半野喜弘] [BONUS TRACK]
2. オムニバス「BOYCOTT RHYTHM MACHINE II〜VERSUS〜」（2006年7月20日）
6.半野喜弘 vs 菊地成孔
3. トリビュート・アルバム「坂本龍一トリビュート -Ryuichi Sakamoto Tribute-」（2012年1月17日）
4.Perticepation Mistique [半野喜弘]

## 作品

### 楽曲プロデュース
- 中谷美紀「Automatic Writing」「Confession」 作曲／編曲／プロデュース
- David Sylvian「The Good Son」 REMIX
- ハナレグミ「夢の匂い」 作詞／作曲／編曲／プロデュース
- UA 「A Felicidade」 編曲／プロデュース　「13番目の月」「Kosmos」作曲／編曲／プロデュース
- azz tronik 「All Inside」 プログラミング／プロデュース
- 持田香織 「愛の花」「Mind Sound」作曲／編曲／プロデュース 「Pocket」「Night Cats」「Green」「NIU」 編曲／プロデュース
- 大橋トリオ 「Cube」作曲／編曲／プロデュース 「HONEY」プログラミング 「月の裏の鏡」「きっとそれでいい」編曲／プロデュース
- モダンチョキチョキズ 「春咲小紅」編曲

### 映画音楽・劇伴
- 永遠の仔 坂本龍一共同制作
- フラワーズ・オブ・シャンハイ 監督：ホウ・シャオシェン
- プラットホーム 監督：ジャ・ジャンクー
- ミレニアム・マンボ 監督：ホウ・シャオシェン
- 乱青春 Beautiful Crazy 監督：チ・ワイ・リー
- カノン 監督：行定勲
- オール・トゥモロウズ・パーティーズ　監督：ユー・リクウァイ
- ファミリー・トゥリー　監督：チェン・ユー
- 四川のうた 監督：ジャ・ジャンクー
- プラスティック・シティ 監督：ユー・リクウァイ
- ACACIA 監督：辻仁成
- ブロウフィッシュ 監督：チ・ワイ・リー
- 真夜中の五分前 監督：行定勲
- Legend of The T-Dog(台湾）＊制作中
- 在清朝 (香港／中国）＊制作中
- 山河故人（中国・日本・フランス合作、2015年、監督：賈樟柯） ※ 第52回金馬奨 音楽賞ノミネート[1]
- ピンクとグレー（2016年） 監督：行定勲
- 娼年 (2017年) 監督：三浦大輔
- father カンボジアへ幸せを届けた　ゴッちゃん神父の物語 (2018年) 監督：渡辺考
- 友罪 (2018年) 監督：瀬々敬久
- 君が君で君だ (2018年) 監督：松居大悟
- アジア三面鏡2016 リフレクションズ (2018年) 監督：行定勲
- ハナレイ・ベイ（2018年、監督：松永大司）
- 窮鼠はチーズの夢を見る (2020年) 監督：行定勲
- リボルバー・リリー (2023年) 監督：行定勲

### CM 音楽
- サントリー・フレシネ
- ハーゲンダッツ・ドルチェ
- アディダス
- ヴィダルサスーン
- ラーク、等

### 映画
- UGLY/アグリー  監督：柿本ケンサク／半野喜弘 (2011年)
- 雨にゆれる女　脚本・編集・音楽・監督（2016年）[2]
- パラダイス・ネクスト  脚本・音楽・監督：半野喜弘 (2019年7月27日)
- 彼方の閃光  原案・監督：半野喜弘 (公開日未定)[3]

## 受賞歴
- 2000年
  - 第25回ザテレビジョンドラマアカデミー賞 劇中音楽賞（『永遠の仔』）[4]